# Sisqó

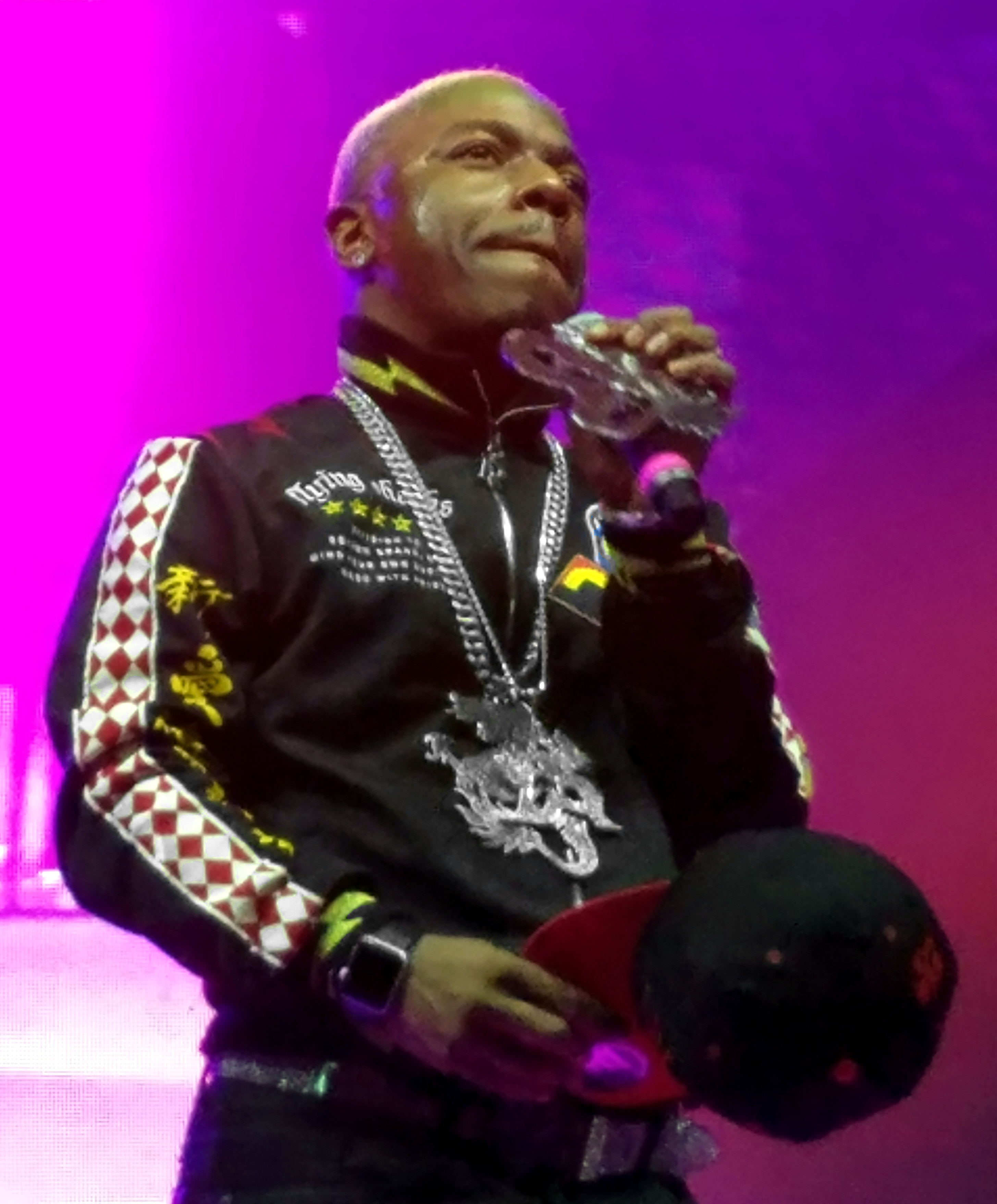
Sisqó (2018)

Sisqó (* 9. November 1978 in Baltimore, Maryland; eigentlich: Mark Althavan Andrews) ist ein US-amerikanischer R&B- und Pop-Sänger. Er ist Mitglied der Band Dru Hill und seit 1999 auch als Solo-Künstler erfolgreich.

## Leben
Sisqó traf auf seine späteren Bandkollegen beim Job im Karamellbonbon-Geschäft The Fudgery in Baltimore. Hier wurde 1992 die Gruppe zum Entertainment der Gäste gegründet, zunächst als 14K Harmony, danach nach dem Druid Hill Park als Dru Hill benannt. Die Band erhielt einen Plattenvertrag und konnte 1996 ihr Debütalbum und erste erfolgreiche Singles veröffentlichen. Das zweite Album erschien Oktober 1998.

## Solo-Karriere
Im Jahr 1998 nahm Sisqó einen Song mit Mýa auf, ihre Single It’s All About Me, welche in den US-Charts Platz 6 erreichte. Im November 1999 erschien das erste Album von Sisqó, Unleash The Dragon. Die zweite Single aus dem Album, Thong Song, wurde einer seiner bekanntesten Hits. Mit der Single Incomplete schaffte er es an die Spitze der US-Charts. Im Jahr 2000 sang Sisqó neben DMX auf dessen Single What These Bitches Want. Im selben Jahr arbeitete er mit Lil’ Kim für den Song How Many Licks zusammen.
Seine zweite CD Return Of Dragon wurde im Juni 2001 veröffentlicht. Die erste Single Dance For Me erreichte in den britischen Charts Platz 6, insgesamt konnte Return Of Dragon jedoch nicht an den Erfolg des ersten Albums anknüpfen. 2002 nahm er ein weiteres Album (Dru World Order) mit Dru Hill auf, welches jedoch floppte. Sein drittes Solo-Album The Last Dragon war für 2012 geplant, die Veröffentlichung wurde aber bis 2015 verschoben.
Von März bis April 2024 nahm Sisqó als Lizard an der elften Staffel der US-amerikanischen Version von The Masked Singer teil, in der er den zwölften Platz erreichte.

## Auszeichnungen
- 2000: Kora All African Music Award in der Kategorie Amerikanische Diaspora[4]

## Diskografie

### Studioalben
| Jahr | Titel              | Höchstplatzierung, Gesamtwochen, AuszeichnungChartplatzierungen (Jahr, Titel, Platzierungen, Wochen, Auszeichnungen, Anmerkungen) | Höchstplatzierung, Gesamtwochen, AuszeichnungChartplatzierungen (Jahr, Titel, Platzierungen, Wochen, Auszeichnungen, Anmerkungen) | Höchstplatzierung, Gesamtwochen, AuszeichnungChartplatzierungen (Jahr, Titel, Platzierungen, Wochen, Auszeichnungen, Anmerkungen) | Höchstplatzierung, Gesamtwochen, AuszeichnungChartplatzierungen (Jahr, Titel, Platzierungen, Wochen, Auszeichnungen, Anmerkungen) | Anmerkungen                             |
| Jahr | Titel              | DE | CH | UK | US | Anmerkungen                             |
| ---- | ------------------ | --- | --- | --- | --- | --------------------------------------- |
| 1999 | Unleash the Dragon | DE54 Gold · (27 Wo.)DE | CH36 (21 Wo.)CH | UK15 Gold · (38 Wo.)UK | US2 ×5Fünffachplatin · (60 Wo.)US                                                                                                 | Erstveröffentlichung: 30. November 1999 |
| 2001 | Return of Dragon   | DE22 (9 Wo.)DE | CH17 (12 Wo.)CH | UK22 Silber · (5 Wo.)UK | US7 Platin · (10 Wo.)US | Erstveröffentlichung: 19. Juni 2001     |
| 2015 | Last Dragon        | — | — | — | — | Erstveröffentlichung: 10. Februar 2015  |

### Singles
| Jahr | Titel Album                                    | Höchstplatzierung, Gesamtwochen, AuszeichnungChartplatzierungen (Jahr, Titel, Album, Platzierungen, Wochen, Auszeichnungen, Anmerkungen) | Höchstplatzierung, Gesamtwochen, AuszeichnungChartplatzierungen (Jahr, Titel, Album, Platzierungen, Wochen, Auszeichnungen, Anmerkungen) | Höchstplatzierung, Gesamtwochen, AuszeichnungChartplatzierungen (Jahr, Titel, Album, Platzierungen, Wochen, Auszeichnungen, Anmerkungen) | Höchstplatzierung, Gesamtwochen, AuszeichnungChartplatzierungen (Jahr, Titel, Album, Platzierungen, Wochen, Auszeichnungen, Anmerkungen) | Anmerkungen                                                  |
| Jahr | Titel Album                                    | DE | CH | UK | US | Anmerkungen                                                  |
| ---- | ---------------------------------------------- | --- | --- | --- | --- | ------------------------------------------------------------ |
| 1998 | It’s All About Me Mýa                          | — | — | — | US6 Gold · (20 Wo.)US | Erstveröffentlichung: 14. Februar 1998 Mýa feat. Sisqó       |
| 1999 | Got to Get It Unleash the Dragon               | DE48 (9 Wo.)DE | — | UK14 (4 Wo.)UK | US40 (20 Wo.)US | Erstveröffentlichung: 2. November 1999                       |
| 2000 | Thong Song Unleash the Dragon                  | DE15 (16 Wo.)DE | CH8 (25 Wo.)CH | UK3 Platin · (14 Wo.)UK | US3 (28 Wo.)US | Erstveröffentlichung: 15. Februar 2000                       |
| 2000 | What These Bitches Want … And Then There Was X | — | — | — | US49 Gold · (20 Wo.)US | Erstveröffentlichung: 6. Juni 2000 DMX feat. Sisqó           |
| 2000 | Incomplete Unleash the Dragon                  | DE51 (9 Wo.)DE | CH31 (8 Wo.)CH | UK13 (8 Wo.)UK | US1 Platin · (26 Wo.)US | Erstveröffentlichung: 13. Juni 2000                          |
| 2000 | Unleash the Dragon                             | — | CH47 (6 Wo.)CH | UK6 (7 Wo.)UK | — | Erstveröffentlichung: 18. September 2000                     |
| 2000 | How Many Licks? The Notorious KIM              | DE58 (8 Wo.)DE | — | — | US75 (9 Wo.)US | Erstveröffentlichung: 21. November 2000 Lil’ Kim feat. Sisqó |
| 2001 | Can I Live? Return of Dragon                   | DE87 (3 Wo.)DE | — | — | — | Erstveröffentlichung: 8. Mai 2001                            |
| 2001 | Dance for Me Return of Dragon                  | DE55 (7 Wo.)DE | CH10 (17 Wo.)CH | UK6 (10 Wo.)UK | — | Erstveröffentlichung: 12. Juli 2001                          |

## Auszeichnungen für Musikverkäufe
| Silberne Schallplatte - Frankreich - 2000: für die Single Thong Song Goldene Schallplatte - Australien - 2000: für das Album Unleash The Dragon - Belgien - 2000: für die Single Thong Song - Frankreich - 2001: für das Album Unleash The Dragon - Neuseeland - 2000: für die Single Thong Song - 2000: für das Album Unleash The Dragon - Niederlande - 2000: für das Album Unleash The Dragon - Schweden - 2000: für die Single Thong Song | Platin-Schallplatte - Australien - 2000: für die Single Thong Song 2× Platin-Schallplatte - Kanada - 2001: für das Album Unleash The Dragon |

Anmerkung: Auszeichnungen in Ländern aus den Charttabellen bzw. Chartboxen sind in ebendiesen zu finden.
| Land/RegionAuszeichnungen für Musikverkäufe (Land/Region, Auszeichnungen, Verkäufe, Quellen) | Silber     | Gold       | Platin       | Verkäufe  | Quellen                   |
| -------------------------------------------------------------------------------------------- | ---------- | ---------- | ------------ | --------- | ------------------------- |
| Australien (ARIA)                                                                            | —          | Gold1      | Platin1      | 105.000   | aria.com.au               |
| Belgien (BRMA)                                                                               | —          | Gold1      | —            | 25.000    | ultratop.be               |
| Deutschland (BVMI)                                                                           | —          | Gold1      | —            | 250.000   | musikindustrie.de         |
| Frankreich (SNEP)                                                                            | Silber1    | Gold1      | —            | 225.000   | infodisc.fr               |
| Neuseeland (RMNZ)                                                                            | —          | 2× Gold2   | —            | 12.500    | aotearoamusiccharts.co.nz |
| Niederlande (NVPI)                                                                           | —          | Gold1      | —            | 40.000    | nvpi.nl                   |
| Kanada (MC)                                                                                  | —          | —          | 2× Platin2   | 200.000   | musiccanada.com           |
| Schweden (IFPI)                                                                              | —          | Gold1      | —            | 40.000    | sverigetopplistan.se      |
| Vereinigte Staaten (RIAA)                                                                    | —          | 2× Gold2   | 7× Platin7   | 8.000.000 | riaa.com                  |
| Vereinigtes Königreich (BPI)                                                                 | Silber1    | Gold1      | Platin1      | 760.000   | bpi.co.uk                 |
| Insgesamt                                                                                    | 2× Silber2 | 11× Gold11 | 11× Platin11 |           |                           |

## Filmografie
- 2001: Ran an die Braut
- 2002: Snow Dogs
- 2003: Pieces of April – Ein Tag mit April Burns
- 2006: Surf School